# 柔佛河
柔佛河为马来西亚柔佛州最主要的河流，其河长122.7km，河面2,636 km²。其河源来自Gunung Gemuruh，由北柔流向柔佛海峡。